# All England 2005
Die All England 2005 im Badminton fanden vom 8. bis 13. März in Birmingham statt. Sie waren die 95. Auflage dieser Veranstaltung. Das Preisgeld betrug 125.000 US-Dollar.

## Sieger und Platzierte
| Disziplin    | Gold                       | Silber                              | Bronze                                          |
| ------------ | -------------------------- | ----------------------------------- | ----------------------------------------------- |
| Herreneinzel | Chen Hong                  | Lin Dan                             | Wong Choong Hann                                |
| Herreneinzel | Chen Hong                  | Lin Dan                             | Lee Chong Wei                                   |
| Dameneinzel  | Xie Xingfang               | Zhang Ning                          | Eriko Hirose                                    |
| Dameneinzel  | Xie Xingfang               | Zhang Ning                          | Mia Audina                                      |
| Herrendoppel | Cai Yun Fu Haifeng         | Lars Paaske Jonas Rasmussen         | Ha Tae-kwon Yim Bang-eun                        |
| Herrendoppel | Cai Yun Fu Haifeng         | Lars Paaske Jonas Rasmussen         | Alvent Yulianto Luluk Hadiyanto                 |
| Damendoppel  | Gao Ling Huang Sui         | Wei Yili Zhao Tingting              | Yang Wei Zhang Jiewen                           |
| Damendoppel  | Gao Ling Huang Sui         | Wei Yili Zhao Tingting              | Sathinee Chankrachangwong Saralee Thungthongkam |
| Mixed        | Nathan Robertson Gail Emms | Thomas Laybourn Kamilla Rytter Juhl | Nova Widianto Liliyana Natsir                   |
| Mixed        | Nathan Robertson Gail Emms | Thomas Laybourn Kamilla Rytter Juhl | Sudket Prapakamol Saralee Thungthongkam         |

## Austragungsort
- National Indoor Arena

## Finalresultate
| Disziplin    | Sieger                     | Finalist                            | Ergebnis         |
| ------------ | -------------------------- | ----------------------------------- | ---------------- |
| Herreneinzel | Chen Hong                  | Lin Dan                             | 8–15, 15–5, 15–2 |
| Dameneinzel  | Xie Xingfang               | Zhang Ning                          | 11–3, 11–9       |
| Herrendoppel | Cai Yun Fu Haifeng         | Lars Paaske Jonas Rasmussen         | 15–10, 15–6      |
| Damendoppel  | Gao Ling Huang Sui         | Wei Yili Zhao Tingting              | 15–10, 15–13     |
| Mixed        | Nathan Robertson Gail Emms | Thomas Laybourn Kamilla Rytter Juhl | 15–10, 15–12     |

## Herreneinzel

### Qualifikation
- Stephan Wojcikiewicz –  Jens-Kristian Leth: w.o.
- Rasmus Wengberg –  Iftikhar Hussain: 15-3 / 15-1
- Kasper Madsen –  Paul Le Tocq: 15-8 / 15-4
- Carl Baxter –  Clemens Michael Smola: 15-2 / 15-1
- Tom Dunlop –  John Davenport: 15-13 / 15-3
- Rajiv Ouseph –  Akeem Olanrewaju Ogunseye: w.o.
- Rohan Kapoor –  Yong Yudianto: w.o.
- Zhang Yi –  Hans-Kristian Vittinghus: 15-6 / 15-13
- Jesper Skau Madsen –  Erwin Kehlhoffner: 14-17 / 15-9 / 15-6
- Michael Edge –  Mir Tahir Ishaq: 15-2 / 15-3
- Simon Hardcastle –  Anders Malthe Nielsen: 17-14 / 10-15 / 15-4
- Roman Spitko –  Rizwan Rana: 15-5 / 15-3
- Kyle Foley –  Ashraf Danial Masih: 11-15 / 15-2 / 15-13
- Simon Knutsson –  Harry Wright: 15-3 / 15-5
- Shinya Ohtsuka –  Michael Fuchs: 15-7 / 15-3
- Lars Ibsen –  Paul Butler: w.o.
- Vidre Wibowo –  Kyle Hunter: 15-2 / 15-6
- Gert Künka –  James Phillips: 15-4 / 15-1
- Matthew Hanson –  Muhammad Waqas Ahmad: 15-5 / 15-10
- Arvind Bhat –  Sune Gavnholt: 15-14 / 15-1
- Lee Cheol-ho –  Peter Mikkelsen: 15-2 / 15-8
- Pullela Gopichand –  Neil White: 15-10 / 15-5
- Andrew Ellis –  Joe Morgan: 15-5 / 15-6
- Scott Evans –  Koen Ridder: 14-17 / 15-4 / 15-7
- Mark Ashton –  Alexander Sim: 15-7 / 15-11
- Jonas Lyduch –  Rodrigo Pacheco: 15-10 / 15-12
- Anup Sridhar –  Wajid Ali Chaudhry: 12-15 / 15-9 / 15-5
- Lee Power –  Mark Sellwood: w.o.
- Rasmus Wengberg –  Stephan Wojcikiewicz: 15-6 / 15-5
- Kasper Madsen –  Carl Baxter: 15-13 / 15-12
- Rajiv Ouseph –  Tom Dunlop: 15-6 / 15-12
- Zhang Yi –  Rohan Kapoor: 15-4 / 15-7
- Michael Edge –  Jesper Skau Madsen: 15-3 / 15-5
- Roman Spitko –  Simon Hardcastle: 15-3 / 15-9
- Simon Knutsson –  Kyle Foley: 15-8 / 15-13
- Shinya Ohtsuka –  Lars Ibsen: 15-2 / 15-2
- Vidre Wibowo –  Gert Künka: 15-2 / 15-8
- Arvind Bhat –  Matthew Hanson: 15-4 / 15-4
- Lee Cheol-ho –  Pullela Gopichand: 15-8 / 15-11
- Andrew Ellis –  Scott Evans: 15-10 / 15-13
- Jonas Lyduch –  Mark Ashton: 15-9 / 15-11
- Anup Sridhar –  Lee Power: 15-2 / 15-2
- Rasmus Wengberg –  Kasper Madsen: 15-10 / 15-10
- Zhang Yi –  Rajiv Ouseph: 15-9 / 15-7
- Roman Spitko –  Michael Edge: 12-15 / 15-5 / 15-1
- Shinya Ohtsuka –  Simon Knutsson: 15-3 / 13-15 / 15-6
- Arvind Bhat –  Vidre Wibowo: 15-10 / 15-5
- Lee Cheol-ho –  Andrew Ellis: 15-5 / 15-5
- Anup Sridhar –  Jonas Lyduch: 15-4 / 15-7

### 1. Runde
- Lin Dan –  Kaveh Mehrabi: 15-1 / 15-4
- Kasper Ødum –  Bobby Milroy: 15-12 / 6-15 / 15-9
- Dicky Palyama –  Lee Cheol-ho: 11-15 / 15-12 / 15-7
- Aamir Ghaffar –  Geoffrey Bellingham: 15-8 / 13-15 / 15-5
- Lee Hyun-il –  Xia Xuanze: 15-9 / 15-11
- Park Sung-hwan –  Andrew Smith: 15-11 / 15-5
- Sairul Amar Ayob –  Jens-Kristian Leth: 15-17 / 15-10 / 15-10
- Michael Christensen –  Nikhil Kanetkar: 15-12 / 15-12
- Kenneth Jonassen –  Toby Honey: 15-5 / 15-6
- Shoji Sato –  Boonsak Ponsana: 15-3 / 15-9
- Muhammad Hafiz Hashim –  Jim Ronny Andersen: 15-9 / 15-2
- Marc Zwiebler –  Joachim Persson: 7-15 / 15-10 / 15-10
- Liao Sheng-shiun –  Zhang Yi: 6-15 / 15-8 / 15-6
- Arvind Bhat –  George Rimarcdi: 8-15 / 15-8 / 15-6
- Wong Choong Hann –  Jang Young-soo: 15-7 / 2-15 / 17-15
- Chen Yu  –  Ronald Susilo: 17-15 / 17-14
- Chen Jin –  Marleve Mainaky: 15-5 / 15-7
- Ahn Hyun-suk –  Björn Joppien: 15-5 / 15-10
- Przemysław Wacha –  Anup Sridhar: 15-8 / 10-15 / 15-6
- Bao Chunlai –  Sho Sasaki: 15-4 / 15-7
- Pedro Yang –  Petr Koukal: 15-12 / 15-7
- Shon Seung-mo –  Arif Rasidi: 15-7 / 15-11
- Shinya Ohtsuka –  Abhinn Shyam Gupta: 9-15 / 15-11 / 15-11
- Chen Hong –  Martyn Lewis: 15-8 / 15-9
- Kuan Beng Hong –  Roman Spitko: 15-10 / 15-10
- Anders Boesen –  Nathan Rice: 15-5 / 15-4
- Lee Yen Hui Kendrick –  Chetan Anand: 15-2 / 15-5
- Lee Chong Wei –  John Moody: 15-5 / 15-13
- Andrew Dabeka –  Nicholas Kidd: 5-15 / 15-3 / 15-5
- Roslin Hashim –  Eric Pang: 15-12 / 15-4
- Rasmus Wengberg –  Hidetaka Yamada: 10-15 / 15-9 / 15-11
- Peter Gade –  Lee Tsuen Seng: 15-8 / 15-12
- Lin Dan –  Kasper Ødum: 15-7 / 6-15 / 15-7
- Aamir Ghaffar –  Dicky Palyama: 10-15 / 15-13 / 15-12
- Lee Hyun-il –  Park Sung-hwan: 15-2 / 15-6
- Sairul Amar Ayob –  Michael Christensen: 15-5 / 10-15 / 15-1
- Shoji Sato –  Kenneth Jonassen: 7-15 / 15-8 / 15-10
- Muhammad Hafiz Hashim –  Marc Zwiebler: 15-8 / 15-4
- Liao Sheng-shiun –  Arvind Bhat: 15-9 / 14-17 / 15-10
- Wong Choong Hann –  Chen Yu : 15-13 / 15-10
- Ahn Hyun-suk –  Chen Jin: 10-15 / 15-12 / 15-7
- Bao Chunlai –  Przemysław Wacha: 15-7 / 15-4
- Shon Seung-mo –  Pedro Yang: 15-6 / 15-9
- Chen Hong –  Shinya Ohtsuka: 15-11 / 15-10
- Kuan Beng Hong –  Anders Boesen: 15-11 / 15-8
- Lee Chong Wei –  Lee Yen Hui Kendrick: 15-8 / 15-9
- Roslin Hashim –  Andrew Dabeka: 15-6 / 15-7
- Peter Gade –  Rasmus Wengberg: 15-3 / 15-1

### Sektion 1
|  | 2. Runde | 2. Runde             | 2. Runde | 2. Runde | 2. Runde |  |  | Achtelfinale | Achtelfinale   | Achtelfinale | Achtelfinale | Achtelfinale |  |  | Viertelfinale | Viertelfinale | Viertelfinale | Viertelfinale | Viertelfinale |  |  | Halbfinale | Halbfinale | Halbfinale | Halbfinale | Halbfinale |
|  |          |                      |          |          |          |  |  |              |                |              |              |              |  |  |               |               |               |               |               |  |  |            |            |            |            |            |
|  |          | Chen Hong            | 15       | 15       |          |  |  |              |                |              |              |              |  |  |               |               |               |               |               |  |  |            |            |            |            |            |
|  |          | Shinya Ohtsuka       | 11       | 10       |          |  |  |              | Chen Hong      | 15           | 15           |              |  |  |               |               |               |               |               |  |  |            |            |            |            |            |
|  |          | Shon Seung-mo        | 15       | 15       |          |  |  |              | Shon Seung-mo  | 8            | 3            |              |  |  |               |               |               |               |               |  |  |            |            |            |            |            |
|  |          | Pedro Yang           | 6        | 9        |          |  |  |              |                |              |              |              |  |  | Chen Hong     | 13            | 15            | 15            |               |  |  |            |            |            |            |            |
|  |          | Bao Chunlai          | 15       | 15       |          |  |  |              |                |              |              |              |  |  | Bao Chunlai   | 15            | 12            | 4             |               |  |  |            |            |            |            |            |
|  |          | Przemysław Wacha     | 7        | 4        |          |  |  |              | Bao Chunlai    | 15           | 15           |              |  |  |               |               |               |               |               |  |  |            |            |            |            |            |
|  |          | Ahn Hyun-suk         | 10       | 15       | 15       |  |  |              | Ahn Hyun-suk   | 5            | 2            |              |  |  |               |               |               |               |               |  |  |            |            |            |            |            |
|  |          | Chen Jin             | 15       | 12       | 7        |  |  |              |                |              |              |              |  |  | Chen Hong     | 15            | 15            |               |               |  |  |            |            |            |            |            |
|  |          | Lee Chong Wei        | 15       | 15       |          |  |  |              |                |              |              |              |  |  | Lee Chong Wei | 13            | 10            |               |               |  |  |            |            |            |            |            |
|  |          | Lee Yen Hui Kendrick | 8        | 9        |          |  |  |              | Lee Chong Wei  | 15           | 15           |              |  |  |               |               |               |               |               |  |  |            |            |            |            |            |
|  |          | Kuan Beng Hong       | 15       | 15       |          |  |  |              | Kuan Beng Hong | 12           | 3            |              |  |  |               |               |               |               |               |  |  |            |            |            |            |            |
|  |          | Anders Boesen        | 11       | 8        |          |  |  |              |                |              |              |              |  |  | Lee Chong Wei | 15            | 15            |               |               |  |  |            |            |            |            |            |
|  |          | Roslin Hashim        | 15       | 15       |          |  |  |              |                |              |              |              |  |  | Roslin Hashim | 7             | 9             |               |               |  |  |            |            |            |            |            |
|  |          | Andrew Dabeka        | 6        | 7        |          |  |  |              | Roslin Hashim  | 9            | 17           | 15           |  |  |               |               |               |               |               |  |  |            |            |            |            |            |
|  |          | Peter Gade           | 15       | 15       |          |  |  |              | Peter Gade     | 15           | 15           | 12           |  |  |               |               |               |               |               |  |  |            |            |            |            |            |
|  |          | Rasmus Wengberg      | 3        | 1        |          |  |  |              |                |              |              |              |  |  |               |               |               |               |               |  |  |            |            |            |            |            |

### Sektion 2
|  | 2. Runde | 2. Runde              | 2. Runde | 2. Runde | 2. Runde |  |  | Achtelfinale | Achtelfinale          | Achtelfinale | Achtelfinale | Achtelfinale |  |  | Viertelfinale    | Viertelfinale | Viertelfinale | Viertelfinale | Viertelfinale |  |  | Halbfinale | Halbfinale | Halbfinale | Halbfinale | Halbfinale |
|  |          |                       |          |          |          |  |  |              |                       |              |              |              |  |  |                  |               |               |               |               |  |  |            |            |            |            |            |
|  |          | Lin Dan               | 15       | 6        | 15       |  |  |              |                       |              |              |              |  |  |                  |               |               |               |               |  |  |            |            |            |            |            |
|  |          | Kasper Ødum           | 7        | 15       | 7        |  |  |              | Lin Dan               | 15           | 15           |              |  |  |                  |               |               |               |               |  |  |            |            |            |            |            |
|  |          | Aamir Ghaffar         | 10       | 15       | 15       |  |  |              | Aamir Ghaffar         | 4            | 11           |              |  |  |                  |               |               |               |               |  |  |            |            |            |            |            |
|  |          | Dicky Palyama         | 15       | 13       | 12       |  |  |              |                       |              |              |              |  |  | Lin Dan          | 15            | 13            | 15            |               |  |  |            |            |            |            |            |
|  |          | Lee Hyun-il           | 15       | 15       |          |  |  |              |                       |              |              |              |  |  | Lee Hyun-il      | 10            | 15            | 8             |               |  |  |            |            |            |            |            |
|  |          | Park Sung-hwan        | 2        | 6        |          |  |  |              | Lee Hyun-il           | 15           | 10           | 15           |  |  |                  |               |               |               |               |  |  |            |            |            |            |            |
|  |          | Sairul Amar Ayob      | 15       | 10       | 15       |  |  |              | Sairul Amar Ayob      | 10           | 15           | 4            |  |  |                  |               |               |               |               |  |  |            |            |            |            |            |
|  |          | Michael Christensen   | 5        | 15       | 1        |  |  |              |                       |              |              |              |  |  | Lin Dan          | 15            | 12            | 15            |               |  |  |            |            |            |            |            |
|  |          | Wong Choong Hann      | 15       | 15       |          |  |  |              |                       |              |              |              |  |  | Wong Choong Hann | 8             | 15            | 1             |               |  |  |            |            |            |            |            |
|  |          | Chen Yu               | 13       | 10       |          |  |  |              | Wong Choong Hann      | 15           | 15           |              |  |  |                  |               |               |               |               |  |  |            |            |            |            |            |
|  |          | Liao Sheng-shiun      | 15       | 14       | 15       |  |  |              | Liao Sheng-shiun      | 8            | 2            |              |  |  |                  |               |               |               |               |  |  |            |            |            |            |            |
|  |          | Arvind Bhat           | 9        | 17       | 10       |  |  |              |                       |              |              |              |  |  | Wong Choong Hann | 11            | 15            | 15            |               |  |  |            |            |            |            |            |
|  |          | Shoji Sato            | 7        | 15       | 15       |  |  |              |                       |              |              |              |  |  | Shoji Sato       | 15            | 2             | 3             |               |  |  |            |            |            |            |            |
|  |          | Kenneth Jonassen      | 15       | 8        | 10       |  |  |              | Shoji Sato            | 15           | 15           |              |  |  |                  |               |               |               |               |  |  |            |            |            |            |            |
|  |          | Muhammad Hafiz Hashim | 15       | 15       |          |  |  |              | Muhammad Hafiz Hashim | 2            | 12           |              |  |  |                  |               |               |               |               |  |  |            |            |            |            |            |
|  |          | Marc Zwiebler         | 8        | 4        |          |  |  |              |                       |              |              |              |  |  |                  |               |               |               |               |  |  |            |            |            |            |            |

## Dameneinzel

### Qualifikation
- Hwang Hye-youn –  Caroline Westley: 11-2 / 11-2
- Harriet Johnson –  Sarah MacMaster: 11-5 / 11-9
- Camilla Sørensen –  Piret Hamer: 11-8 / 11-3
- Helen Reino –  Clare Flood: 11-4 / 11-3
- Eleanor Cox –  Michelle Douglas: 7-11 / 11-5 / 11-3
- Cheng Hsiao-yun –  Anne Marie Pedersen: 11-4 / 6-11 / 13-11
- Caroline Smith –  Valérie Loker: 8-11 / 11-4 / 11-4
- Yu Hirayama –  Lee Seung-ah: 11-1 / 11-7
- Mette Pedersen –  Sara Jónsdóttir: 11-3 / 11-1
- Nathalie Descamps –  Valérie St. Jacques: 11-5 / 11-3
- Renee Flavell –  Nicola Cerfontyne: 11-7 / 11-3
- Nina Vislova –  Julie Standley: 6-11 / 11-7 / 11-3
- Hwang Hye-youn –  Harriet Johnson: 11-2 / 11-3
- Camilla Sørensen –  Helen Reino: 11-4 / 11-1
- Cheng Hsiao-yun –  Eleanor Cox: 11-2 / 11-1
- Yu Hirayama –  Caroline Smith: 11-0 / 11-2
- Mette Pedersen –  Nathalie Descamps: 11-5 / 11-4
- Nina Vislova –  Renee Flavell: 11-5 / 11-9
- Hwang Hye-youn –  Camilla Sørensen: 11-2 / 11-1
- Yu Hirayama –  Cheng Hsiao-yun: 11-1 / 11-9
- Mette Pedersen –  Nina Vislova: 11-4 / 11-3

### 1. Runde
- Wong Mew Choo –  Kati Tolmoff: 11-1 / 11-1
- Cheng Shao-chieh –  Mette Pedersen: 11-3 / 11-5
- Susan Egelstaff –  Rachel Hindley: 11-3 / 11-3
- Kanako Yonekura –  Anna Rice: 11-4 / 11-5
- Wang Rong –  Li Li: 11-5 / 11-1
- Xu Huaiwen –  Salakjit Ponsana: 11-6 / 11-4
- Maria Kristin Yulianti –  Tatiana Vattier: 11-5 / 8-11 / 11-1
- Eriko Hirose –  Tracey Hallam: 11-0 / 9-11 / 11-9
- Petya Nedelcheva –  Xing Aiying: 11-6 / 11-6
- Seo Yoon-hee –  Solenn Pasturel: 11-1 / 11-3
- Yu Hirayama –  Chen Li: 11-7 / 10-13 / 11-5
- Rita Yuan Gao –  Trupti Murgunde: 11-8 / 2-11 / 11-7
- Mia Audina –  Kim Min-seo: 11-5 / 11-4
- Elizabeth Cann –  Ragna Ingólfsdóttir: 11-10 / 13-10
- Hwang Hye-youn –  Anu Nieminen: 11-3 / 11-6
- Jang Soo-young –  Charmaine Reid: 11-6 / 3-11 / 13-10

### Sektion 1
|  | 2. Runde | 2. Runde            | 2. Runde | 2. Runde | 2. Runde |  |  | Achtelfinale | Achtelfinale   | Achtelfinale | Achtelfinale | Achtelfinale |  |  | Viertelfinale | Viertelfinale | Viertelfinale | Viertelfinale | Viertelfinale |  |  | Halbfinale | Halbfinale | Halbfinale | Halbfinale | Halbfinale |
|  |          |                     |          |          |          |  |  |              |                |              |              |              |  |  |               |               |               |               |               |  |  |            |            |            |            |            |
|  |          | Xie Xingfang        | 11       | 11       |          |  |  |              |                |              |              |              |  |  |               |               |               |               |               |  |  |            |            |            |            |            |
|  |          | Rebecca Bellingham  | 2        | 4        |          |  |  |              | Xie Xingfang   | 11           | 11           |              |  |  |               |               |               |               |               |  |  |            |            |            |            |            |
|  |          | Yu Hirayama         | 9        | 11       | 13       |  |  |              | Yu Hirayama    | 7            | 3            |              |  |  |               |               |               |               |               |  |  |            |            |            |            |            |
|  |          | Yuan Wemyss         | 11       | 1        | 10       |  |  |              |                |              |              |              |  |  | Xie Xingfang  | 11            | 11            |               |               |  |  |            |            |            |            |            |
|  |          | Seo Yoon-hee        | 11       | 11       |          |  |  |              |                |              |              |              |  |  | Seo Yoon-hee  | 3             | 3             |               |               |  |  |            |            |            |            |            |
|  |          | Petya Nedelcheva    | 2        | 3        |          |  |  |              | Seo Yoon-hee   | 5            | 11           | 11           |  |  |               |               |               |               |               |  |  |            |            |            |            |            |
|  |          | Wang Chen           | 11       | 11       |          |  |  |              | Wang Chen      | 11           | 5            | 9            |  |  |               |               |               |               |               |  |  |            |            |            |            |            |
|  |          | Adriyanti Firdasari | 5        | 3        |          |  |  |              |                |              |              |              |  |  | Xie Xingfang  | 11            | 11            |               |               |  |  |            |            |            |            |            |
|  |          | Mia Audina          | 11       | 11       |          |  |  |              |                |              |              |              |  |  | Mia Audina    | 8             | 5             |               |               |  |  |            |            |            |            |            |
|  |          | Elizabeth Cann      | 8        | 9        |          |  |  |              | Mia Audina     | 11           | 11           |              |  |  |               |               |               |               |               |  |  |            |            |            |            |            |
|  |          | Gong Ruina          | 11       | 7        | w/o      |  |  |              | Gong Ruina     | 7            | 5            |              |  |  |               |               |               |               |               |  |  |            |            |            |            |            |
|  |          | Julia Mann          | 5        | 0        | ret      |  |  |              |                |              |              |              |  |  | Mia Audina    | 11            | 11            |               |               |  |  |            |            |            |            |            |
|  |          | Kaori Mori          | 11       | 11       |          |  |  |              |                |              |              |              |  |  | Kaori Mori    | 8             | 4             |               |               |  |  |            |            |            |            |            |
|  |          | Pi Hongyan          | 6        | 7        |          |  |  |              | Kaori Mori     | 11           | 8            | 11           |  |  |               |               |               |               |               |  |  |            |            |            |            |            |
|  |          | Hwang Hye-youn      | 11       | 11       |          |  |  |              | Hwang Hye-youn | 8            | 11           | 5            |  |  |               |               |               |               |               |  |  |            |            |            |            |            |
|  |          | Jang Soo-young      | 2        | 4        |          |  |  |              |                |              |              |              |  |  |               |               |               |               |               |  |  |            |            |            |            |            |

### Sektion 2
|  | 2. Runde | 2. Runde               | 2. Runde | 2. Runde | 2. Runde |  |  | Achtelfinale | Achtelfinale    | Achtelfinale | Achtelfinale | Achtelfinale |  |  | Viertelfinale | Viertelfinale | Viertelfinale | Viertelfinale | Viertelfinale |  |  | Halbfinale | Halbfinale | Halbfinale | Halbfinale | Halbfinale |
|  |          |                        |          |          |          |  |  |              |                 |              |              |              |  |  |               |               |               |               |               |  |  |            |            |            |            |            |
|  |          | Zhang Ning             | 11       | 6        | 11       |  |  |              |                 |              |              |              |  |  |               |               |               |               |               |  |  |            |            |            |            |            |
|  |          | Ella Karachkova        | 2        | 11       | 6        |  |  |              | Zhang Ning      | 11           | 13           |              |  |  |               |               |               |               |               |  |  |            |            |            |            |            |
|  |          | Wong Mew Choo          | 11       | 11       |          |  |  |              | Wong Mew Choo   | 7            | 12           |              |  |  |               |               |               |               |               |  |  |            |            |            |            |            |
|  |          | Cheng Shao-chieh       | 6        | 1        |          |  |  |              |                 |              |              |              |  |  | Zhang Ning    | 11            | 11            |               |               |  |  |            |            |            |            |            |
|  |          | Jun Jae-youn           | 11       | 11       |          |  |  |              |                 |              |              |              |  |  | Jun Jae-youn  | 4             | 2             |               |               |  |  |            |            |            |            |            |
|  |          | Tine Rasmussen         | 9        | 1        |          |  |  |              | Jun Jae-youn    | 11           | 11           |              |  |  |               |               |               |               |               |  |  |            |            |            |            |            |
|  |          | Kanako Yonekura        | 11       | 11       |          |  |  |              | Kanako Yonekura | 5            | 8            |              |  |  |               |               |               |               |               |  |  |            |            |            |            |            |
|  |          | Susan Hughes           | 3        | 5        |          |  |  |              |                 |              |              |              |  |  | Zhang Ning    | 11            | 9             | 11            |               |  |  |            |            |            |            |            |
|  |          | Eriko Hirose           | 11       | 11       |          |  |  |              |                 |              |              |              |  |  | Eriko Hirose  | 4             | 11            | 1             |               |  |  |            |            |            |            |            |
|  |          | Maria Kristin Yulianti | 4        | 2        |          |  |  |              | Eriko Hirose    | 11           | 11           |              |  |  |               |               |               |               |               |  |  |            |            |            |            |            |
|  |          | Yao Jie                | 11       | 11       |          |  |  |              | Yao Jie         | 4            | 3            |              |  |  |               |               |               |               |               |  |  |            |            |            |            |            |
|  |          | Jill Pittard           | 1        | 1        |          |  |  |              |                 |              |              |              |  |  | Eriko Hirose  | 11            | 11            |               |               |  |  |            |            |            |            |            |
|  |          | Xu Huaiwen             | 11       | 11       |          |  |  |              |                 |              |              |              |  |  | Xu Huaiwen    | 6             | 7             |               |               |  |  |            |            |            |            |            |
|  |          | Wang Rong              | 1        | 2        |          |  |  |              | Xu Huaiwen      | 11           | 11           |              |  |  |               |               |               |               |               |  |  |            |            |            |            |            |
|  |          | Zhou Mi                | 11       | 11       |          |  |  |              | Zhou Mi         | 6            | 4            |              |  |  |               |               |               |               |               |  |  |            |            |            |            |            |
|  |          | Aparna Popat           | 6        | 8        |          |  |  |              |                 |              |              |              |  |  |               |               |               |               |               |  |  |            |            |            |            |            |

## Herrendoppel

### Qualifikation
- Hu Chung-shien /  Tsai Chia-hsin –  Chris Evans /  Mark James: 15-4 / 15-0
- Robert Adcock /  Edward Foster –  Jamie Neill /  Keith Turnbull: 15-0 / 6-15 / 15-11
- George Rimarcdi /  Vidre Wibowo –  Scott Evans /  Brian Smyth: 15-6 / 15-8
- Aqueel Bhatti /  Steven Higgins –  Wajid Ali Chaudhry /  Rizwan Rana: 15-7 / 15-4
- Shintaro Ikeda /  Shuichi Sakamoto –  Reony Mainaky /  Marleve Mainaky: 15-10 / 15-6
- Tom Dudley /  Ashley Thilthorpe –  Andrew Ellis /  Dean George: 8-15 / 15-11 / 15-12
- Andrew Bowman /  David Gilmour –  Joe Morgan /  James Phillips: 17-14 / 15-9
- Stephen Foster /  Matthew Honey –  Mir Tahir Ishaq /  Muhammad Waqas Ahmad: 15-9 / 15-8
- Hu Chung-shien /  Tsai Chia-hsin –  Robert Adcock /  Edward Foster: 15-10 / 15-3
- George Rimarcdi /  Vidre Wibowo –  Aqueel Bhatti /  Steven Higgins: 15-5 / 15-5
- Shintaro Ikeda /  Shuichi Sakamoto –  Tom Dudley /  Ashley Thilthorpe: 15-2 / 15-7
- Stephen Foster /  Matthew Honey –  Andrew Bowman /  David Gilmour: 15-11 / 17-14
- Hu Chung-shien /  Tsai Chia-hsin –  George Rimarcdi /  Vidre Wibowo: 15-13 / 15-8
- Shintaro Ikeda /  Shuichi Sakamoto –  Stephen Foster /  Matthew Honey: 15-4 / 15-7

### 1. Runde
- Ong Soon Hock /  Tan Bin Shen –  Bertrand Gallet /  Jean-Michel Lefort: 15-1 / 15-11
- Jeon Jun-bum /  Lee Yong-dae –  Rupesh Kumar /  Sanave Thomas: 15-7 / 17-14
- Michał Łogosz /  Robert Mateusiak –  Kristof Hopp /  Ingo Kindervater: 15-10 / 15-12
- Simon Archer /  Anthony Clark –  Henrik Andersson /  Fredrik Bergström: 15-7 / 5-15 / 15-11
- Keita Masuda /  Tadashi Ohtsuka –  Hu Chung-shien /  Tsai Chia-hsin: 15-0 / 15-5
- Robert Blair /  Nathan Robertson –  Joachim Tesche /  Thomas Tesche: 15-10 / 15-8
- Peter Jeffrey /  Chris Tonks –  Jochen Cassel /  Tim Dettmann: 15-6 / 15-11
- John Gordon /  Daniel Shirley –  Ruben Gordown Khosadalina /  Aji Basuki Sindoro: 15-5 / 15-9
- Han Sang-hoon /  Hwang Ji-man –  Rasmus Andersen /  Michael Lamp: 15-11 / 15-3
- Chan Chong Ming /  Koo Kien Keat –  Matthew Hughes /  Martyn Lewis: 15-3 / 15-2
- Patapol Ngernsrisuk /  Sudket Prapakamol –  Sho Sasaki /  Shoji Sato: 15-5 / 15-4
- Shintaro Ikeda /  Shuichi Sakamoto –  Joakim Hansson /  Imanuel Hirschfeld: 15-3 / 15-11
- Thomas Laybourn /  Peter Steffensen –  Mike Beres /  William Milroy: 15-5 / 15-3
- David Lindley /  Kristian Roebuck –  Roman Spitko /  Michael Fuchs: 17-16 / 6-15 / 15-12
- Howard Bach /  Tony Gunawan –  Markis Kido /  Hendra Setiawan: 13-15 / 15-13 / 15-5
- Sigit Budiarto /  Candra Wijaya –  Erwin Kehlhoffner /  Thomas Quéré: 15-10 / 15-3

### 2. Runde
- Jens Eriksen /  Martin Lundgaard Hansen –  Ian Palethorpe /  Paul Trueman: 17-15 / 15-4
- Ong Soon Hock /  Tan Bin Shen –  Jeon Jun-bum /  Lee Yong-dae: 15-9 / 15-9
- Ha Tae-kwon /  Yim Bang-eun –  Chris Langridge /  Robin Middleton: 15-3 / 15-0
- Michał Łogosz /  Robert Mateusiak –  Simon Archer /  Anthony Clark: 3-15 / 15-10 / 15-1
- Cai Yun /  Fu Haifeng –  Chew Choon Eng /  Choong Tan Fook: 15-8 / 15-7
- Robert Blair /  Nathan Robertson –  Keita Masuda /  Tadashi Ohtsuka: 15-7 / 15-3
- Eng Hian /  Flandy Limpele –  Johan Holm /  Jörgen Olsson: 15-4 / 15-3
- John Gordon /  Daniel Shirley –  Peter Jeffrey /  Chris Tonks: 15-10 / 15-8
- Han Sang-hoon /  Hwang Ji-man –  Chan Chong Ming /  Koo Kien Keat: 15-11 / 9-15 / 15-11
- Sang Yang /  Zheng Bo –  Guo Zhendong /  Xie Zhongbo: 17-14 / 15-5
- Shintaro Ikeda /  Shuichi Sakamoto –  Patapol Ngernsrisuk /  Sudket Prapakamol: 17-15 / 9-15 / 15-3
- Lars Paaske /  Jonas Rasmussen –  Bruce Topping /  Mark Topping: 15-1 / 15-5
- Thomas Laybourn /  Peter Steffensen –  David Lindley /  Kristian Roebuck: 15-6 / 15-6
- Mathias Boe /  Carsten Mogensen –  Geoffrey Bellingham /  Craig Cooper: 15-4 / 15-7
- Sigit Budiarto /  Candra Wijaya –  Howard Bach /  Tony Gunawan: 15-13 / 15-12
- Alvent Yulianto /  Luluk Hadiyanto –  Jung Jae-sung /  Lee Jae-jin: 10-15 / 15-6 / 15-3

### Achtelfinale
- Jens Eriksen /  Martin Lundgaard Hansen –  Ong Soon Hock /  Tan Bin Shen: 15-6 / 15-3
- Ha Tae-kwon /  Yim Bang-eun –  Michał Łogosz /  Robert Mateusiak: 15-3 / 15-12
- Cai Yun /  Fu Haifeng –  Robert Blair /  Nathan Robertson: 7-15 / 15-4 / 15-12
- Eng Hian /  Flandy Limpele –  John Gordon /  Daniel Shirley: 15-8 / 17-14
- Sang Yang /  Zheng Bo –  Han Sang-hoon /  Hwang Ji-man: 15-9 / 15-11
- Lars Paaske /  Jonas Rasmussen –  Shintaro Ikeda /  Shuichi Sakamoto: 15-4 / 15-5
- Mathias Boe /  Carsten Mogensen –  Thomas Laybourn /  Peter Steffensen: 15-6 / 15-9
- Alvent Yulianto /  Luluk Hadiyanto –  Sigit Budiarto /  Candra Wijaya: 17-14 / 15-2

### Viertelfinale
- Ha Tae-kwon /  Yim Bang-eun –  Jens Eriksen /  Martin Lundgaard Hansen: 15-11 / 15-8
- Cai Yun /  Fu Haifeng –  Eng Hian /  Flandy Limpele: 11-15 / 17-14 / 15-5
- Lars Paaske /  Jonas Rasmussen –  Sang Yang /  Zheng Bo: 15-13 / 9-15 / 15-13
- Alvent Yulianto /  Luluk Hadiyanto –  Mathias Boe /  Carsten Mogensen: 15-11 / 15-4

### Halbfinale
- Cai Yun /  Fu Haifeng –  Ha Tae-kwon /  Yim Bang-eun: 15-9 / 15-6
- Lars Paaske /  Jonas Rasmussen –  Alvent Yulianto /  Luluk Hadiyanto: 15-12 / 6-15 / 15-11

### Finale
- Cai Yun /  Fu Haifeng –  Lars Paaske /  Jonas Rasmussen: 15-10 / 15-6

## Damendoppel

### Qualifikation
- Valeria Sorokina /  Nina Vislova –  Nicole Gordon /  Sara Runesten-Petersen: 15-11 / 15-10
- Cheng Hsiao-yun /  Cheng Shao-chieh –  Kerry Ann Sheppard /  Joanna Sullivan: 15-3 / 15-7
- Ha Jung-eun /  Joo Hyun-hee –  Petya Nedelcheva /  Rita Yuan Gao: 15-3 / 15-8
- Jwala Gutta /  Shruti Kurien –  Kelly Matthews /  Natalie Munt: 15-4 / 15-11
- Cheng Hsiao-yun /  Cheng Shao-chieh –  Valeria Sorokina /  Nina Vislova: 15-8 / 9-15 / 15-7
- Ha Jung-eun /  Joo Hyun-hee –  Jwala Gutta /  Shruti Kurien: 15-8 / 15-11
- Ha Jung-eun /  Joo Hyun-hee –  Cheng Hsiao-yun /  Cheng Shao-chieh: 8-15 / 15-6 / 15-8

### 1. Runde
- Yang Wei /  Zhang Jiewen –  Kumiko Ogura /  Reiko Shiota: 15-4 / 15-6
- Mooi Hing Yau /  Ooi Sock Ai –  Rebecca Bellingham /  Rachel Hindley: 15-9 / 15-4
- Du Jing /  Yu Yang –  Ella Tripp /  Joanne Nicholas: 15-9 / 15-4
- Caren Hückstädt /  Carina Mette –  Michelle Douglas /  Kirsteen McEwan: 15-3 / 15-9
- Gao Ling /  Huang Sui –  Cheng Wen-hsing /  Chien Yu-chin: 15-10 / 15-8
- Pernille Harder /  Helle Nielsen –  Elizabeth Cann /  Tracey Hallam: 15-1 / 15-11
- Lee Hyo-jung /  Lee Kyung-won –  Britta Andersen /  Kamilla Rytter Juhl: 15-9 / 15-5
- Kamila Augustyn /  Nadieżda Zięba –  Valérie Loker /  Sarah MacMaster: 15-0 / 15-10
- Jiang Yanmei /  Li Yujia –  Jo Novita /  Lita Nurlita: 15-7 / 9-15 / 15-10
- Rikke Olsen /  Mette Schjoldager –  Ha Jung-eun /  Joo Hyun-hee: 15-9 / 15-7
- Liza Parker /  Suzanne Rayappan –  Piret Hamer /  Helen Reino: 15-12 / 15-3
- Sathinee Chankrachangwong /  Saralee Thungthongkam –  Ragna Ingólfsdóttir /  Sara Jónsdóttir: 15-5 / 15-1
- Aki Akao /  Tomomi Matsuda –  Joanne Muggeridge /  Charmaine Reid: 15-11 / 15-4
- Chin Eei Hui /  Wong Pei Tty –  Jang Soo-young /  Kim Min-seo: w.o.
- Miyuki Maeda /  Satoko Suetsuna –  Gail Emms /  Donna Kellogg: 15-4 / 8-15 / 15-13
- Wei Yili /  Zhao Tingting –  Hayley Connor /  Julie Pike: 15-5 / 15-1

### Achtelfinale
- Yang Wei /  Zhang Jiewen –  Mooi Hing Yau /  Ooi Sock Ai: 15-2 / 15-0
- Du Jing /  Yu Yang –  Caren Hückstädt /  Carina Mette: 15-1 / 15-1
- Gao Ling /  Huang Sui –  Pernille Harder /  Helle Nielsen: 15-11 / 15-2
- Lee Hyo-jung /  Lee Kyung-won –  Kamila Augustyn /  Nadieżda Zięba: 15-9 / 15-5
- Jiang Yanmei /  Li Yujia –  Rikke Olsen /  Mette Schjoldager: 15-4 / 15-7
- Sathinee Chankrachangwong /  Saralee Thungthongkam –  Liza Parker /  Suzanne Rayappan: 15-9 / 15-3
- Chin Eei Hui /  Wong Pei Tty –  Aki Akao /  Tomomi Matsuda: 15-10 / 15-5
- Wei Yili /  Zhao Tingting –  Miyuki Maeda /  Satoko Suetsuna: 15-0 / 15-6

### Viertelfinale
- Yang Wei /  Zhang Jiewen –  Du Jing /  Yu Yang: 15-4 / 15-6
- Gao Ling /  Huang Sui –  Lee Hyo-jung /  Lee Kyung-won: 15-9 / 15-4
- Sathinee Chankrachangwong /  Saralee Thungthongkam –  Jiang Yanmei /  Li Yujia: 6-15 / 15-8 / 15-9
- Wei Yili /  Zhao Tingting –  Chin Eei Hui /  Wong Pei Tty: 17-15 / 15-8

### Halbfinale
- Gao Ling /  Huang Sui –  Yang Wei /  Zhang Jiewen: 10-15 / 15-5 / 17-14
- Wei Yili /  Zhao Tingting –  Sathinee Chankrachangwong /  Saralee Thungthongkam: 15-6 / 15-3

### Finale
- Gao Ling /  Huang Sui –  Wei Yili /  Zhao Tingting: 15-10 / 15-13

## Mixed

### Qualifikation
- Tan Bin Shen /  Ooi Sock Ai –  Chris Langridge /  Caroline Westley: 15-12 / 15-2
- Wouter Claes /  Nathalie Descamps –  Robin Middleton /  Sarah Bok: 15-11 / 15-9
- Michał Łogosz /  Kamila Augustyn –  Jeon Jun-bum /  Joo Hyun-hee: 11-15 / 15-11 / 17-14
- Keita Masuda /  Kumiko Ogura –  Mike Beres /  Valérie Loker: 13-15 / 15-8 / 15-3
- Tadashi Ohtsuka /  Tomomi Matsuda –  Robert Adcock /  Jenny Wallwork: 15-7 / 15-7
- Devin Lahardi Fitriawan /  Eny Widiowati –  John Gordon /  Renee Flavell: 15-9 / 15-3
- Lee Yong-dae /  Ha Jung-eun –  Andrew Bowman /  Kirsteen McEwan: 15-3 / 15-7
- Stephen Foster /  Jenny Day –  Shuichi Sakamoto /  Miyuki Maeda: 13-15 / 15-11 / 15-2
- Ruben Gordown Khosadalina /  Kelly Matthews –  Paul Le Tocq /  Kerry Ann Sheppard: 15-3 / 15-6
- Aji Basuki Sindoro /  Emma Hendry –  Hu Chung-shien /  Chien Yu-chin: 15-14 / 15-10
- Yim Bang-eun /  Lee Kyung-won –  Joakim Hansson /  Elin Bergblom: 15-7 / 15-5
- Robert Mateusiak /  Nadieżda Zięba –  Chris Tonks /  Joanne Nicholas: 15-1 / 7-15 / 15-4
- Tan Bin Shen /  Ooi Sock Ai –  Wouter Claes /  Nathalie Descamps: 15-4 / 15-4
- Keita Masuda /  Kumiko Ogura –  Michał Łogosz /  Kamila Augustyn: 12-15 / 15-12 / 15-0
- Devin Lahardi Fitriawan /  Eny Widiowati –  Tadashi Ohtsuka /  Tomomi Matsuda: 15-6 / 15-10
- Lee Yong-dae /  Ha Jung-eun –  Stephen Foster /  Jenny Day: 15-5 / 15-3
- Ruben Gordown Khosadalina /  Kelly Matthews –  Aji Basuki Sindoro /  Emma Hendry: 15-11 / 15-8
- Robert Mateusiak /  Nadieżda Zięba –  Yim Bang-eun /  Lee Kyung-won: 9-15 / 15-8 / 15-6
- Keita Masuda /  Kumiko Ogura –  Tan Bin Shen /  Ooi Sock Ai: 15-7 / 15-10
- Lee Yong-dae /  Ha Jung-eun –  Devin Lahardi Fitriawan /  Eny Widiowati: 15-8 / 15-2
- Robert Mateusiak /  Nadieżda Zięba –  Ruben Gordown Khosadalina /  Kelly Matthews: 15-7 / 15-2

### 1. Runde
- Jens Eriksen /  Mette Schjoldager –  Daniel Shirley /  Sara Runesten-Petersen: 15-3 / 15-7
- Thomas Laybourn /  Kamilla Rytter Juhl –  Kristian Roebuck /  Liza Parker: 15-8 / 15-7
- Robert Blair /  Natalie Munt –  Michael Lamp /  Pernille Harder: 15-12 / 10-15 / 15-12
- Peter Jeffrey /  Hayley Connor –  William Milroy /  Tammy Sun: 12-15 / 15-1 / 15-4
- Chen Qiqiu /  Zhao Tingting –  Hendri Kurniawan Saputra /  Li Yujia: 15-2 / 15-6
- David Lindley /  Suzanne Rayappan –  Kristof Hopp /  Sandra Marinello: 14-17 / 15-11 / 15-5
- Nova Widianto /  Liliyana Natsir –  Anthony Clark /  Donna Kellogg: 15-12 / 4-15 / 15-13
- Keita Masuda /  Kumiko Ogura –  Rasmus Andersen /  Britta Andersen: 15-2 / 15-3
- Xie Zhongbo /  Yu Yang –  Roman Spitko /  Carina Mette: 15-3 / 15-10
- Zhang Jun /  Gao Ling –  Fredrik Bergström /  Johanna Persson: 15-6 / 15-8
- Michael Fuchs /  Caren Hückstädt –  Aqueel Bhatti /  Julie Pike: 15-6 / 15-1
- Sudket Prapakamol /  Saralee Thungthongkam –  Tsai Chia-hsin /  Cheng Wen-hsing: 4-15 / 17-14 / 15-11
- Anggun Nugroho /  Tetty Yunita –  Lee Yong-dae /  Ha Jung-eun: 15-10 / 15-8
- Carsten Mogensen /  Rikke Olsen –  Robert Mateusiak /  Nadieżda Zięba: 15-13 / 13-15 / 15-12
- Lee Jae-jin /  Lee Hyo-jung –  Mathias Boe /  Helle Nielsen: 15-7 / 15-8
- Nathan Robertson /  Gail Emms –  Craig Cooper /  Lianne Shirley: 15-5 / 15-5

### Achtelfinale
- Thomas Laybourn /  Kamilla Rytter Juhl –  Jens Eriksen /  Mette Schjoldager: 15-8 / 15-13
- Robert Blair /  Natalie Munt –  Peter Jeffrey /  Hayley Connor: 15-4 / 15-8
- Chen Qiqiu /  Zhao Tingting –  David Lindley /  Suzanne Rayappan: 15-5 / 15-4
- Nova Widianto /  Liliyana Natsir –  Keita Masuda /  Kumiko Ogura: 15-6 / 15-4
- Zhang Jun /  Gao Ling –  Xie Zhongbo /  Yu Yang: 6-15 / 15-13 / 15-4
- Sudket Prapakamol /  Saralee Thungthongkam –  Michael Fuchs /  Caren Hückstädt: 15-3 / 15-7
- Anggun Nugroho /  Tetty Yunita –  Carsten Mogensen /  Rikke Olsen: 15-9 / 15-11
- Nathan Robertson /  Gail Emms –  Lee Jae-jin /  Lee Hyo-jung: 10-15 / 15-11 / 15-7

### Viertelfinale
- Thomas Laybourn /  Kamilla Rytter Juhl –  Robert Blair /  Natalie Munt: 15-5 / 7-15 / 15-10
- Nova Widianto /  Liliyana Natsir –  Chen Qiqiu /  Zhao Tingting: 6-15 / 17-16 / 15-11
- Sudket Prapakamol /  Saralee Thungthongkam –  Zhang Jun /  Gao Ling: 15-10 / 15-12
- Nathan Robertson /  Gail Emms –  Anggun Nugroho /  Tetty Yunita: 15-10 / 15-3

### Halbfinale
- Thomas Laybourn /  Kamilla Rytter Juhl –  Nova Widianto /  Liliyana Natsir: 15-11 / 15-11
- Nathan Robertson /  Gail Emms –  Sudket Prapakamol /  Saralee Thungthongkam: 15-12 / 15-4

### Finale
- Nathan Robertson /  Gail Emms –  Thomas Laybourn /  Kamilla Rytter Juhl: 15-10 / 15-12